# Auguste François-Marie Gorguet
Auguste François-Marie Gorguet (Parigi, 27 settembre 1862 – Parigi, 29 aprile 1927) è stato un pittore, incisore e illustratore francese.. Gli atti di nascita e morte sono registrati negli archivi generali della città di Parigi. 

## Biografia
Studente presso École nationale supérieure des beaux-arts di Parigi Auguste François-Marie Gorguet è allievo dei pittori Gustave Boulanger, Jean-Léon Gérôme, Léon Bonnat e Aimé Morot.
Con il nome di Auguste François Gorguet espone al Salon a partire dal 1885 e il suo lavoro è premiato a Chicago nel 1892.
Le sue opere pittoriche (tele, pannelli e sfondi) possono essere considerate appartenenti al movimento simbolista presto superato dall'Art nouveau.
Gorguet entra presto in contatto con il mondo dell'opera lirica e illustra numerosi manifesti fra i quali Teodora pubblicata anche dalla rivista Les Maîtres de l'affiche.
Illustratore di libri come Sapho o Jack : mœurs contemporaines di Alphonse Daudet, Le Lys rouge d'Anatole France ma anche le edizioni nazionali di Victor Hugo.
Incide numerosi titoli finanziari (azioni, obbligazioni, cambiali) e banconote. Nel 1901 realizza una cartolina postale per la Collection des cent.
Tra il 1914 e il 1916 sovrintende con Pierre Carrier-Belleuse, il Panthéon de la guerre, un grande dipinto panoramico circolare realizzato con il contributo di una ventina di artisti ed esposto in un edificio appositamente costruito vicino all'Hôtel des Invalides. Inaugurato da Raymond Poincaré il 19 ottobre 1918, l'edificio che ospitava il dipinto è stato distrutto nel 1960 e il dipinto è andato perduto. 
Gorguet è stato professore di disegno all'Institut de France.
Nel 1896 il suo atelier era situato a Parigi al nº6 di rue Boissonade.

## Galleria d'immagini

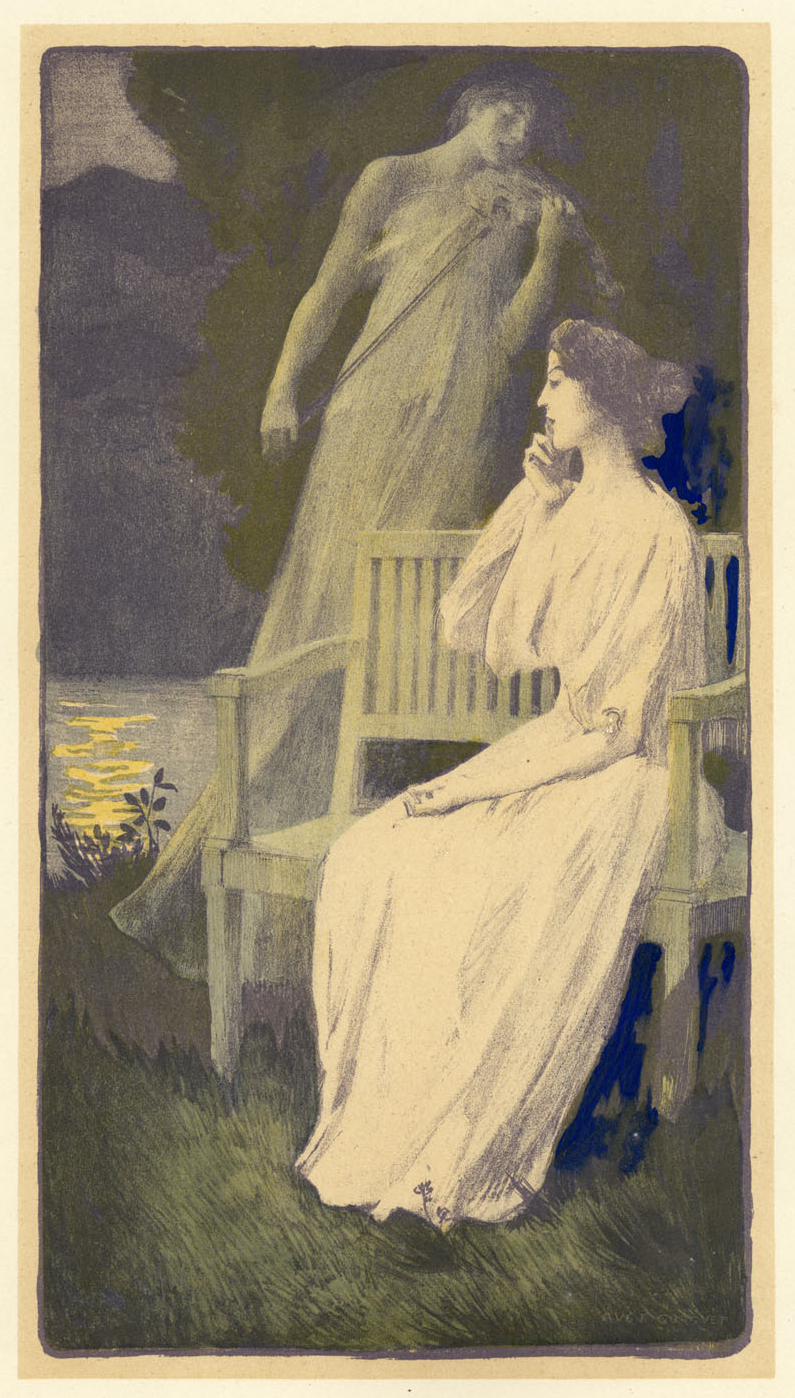
Andante nocturne stampa litografica per L'Estampe moderne
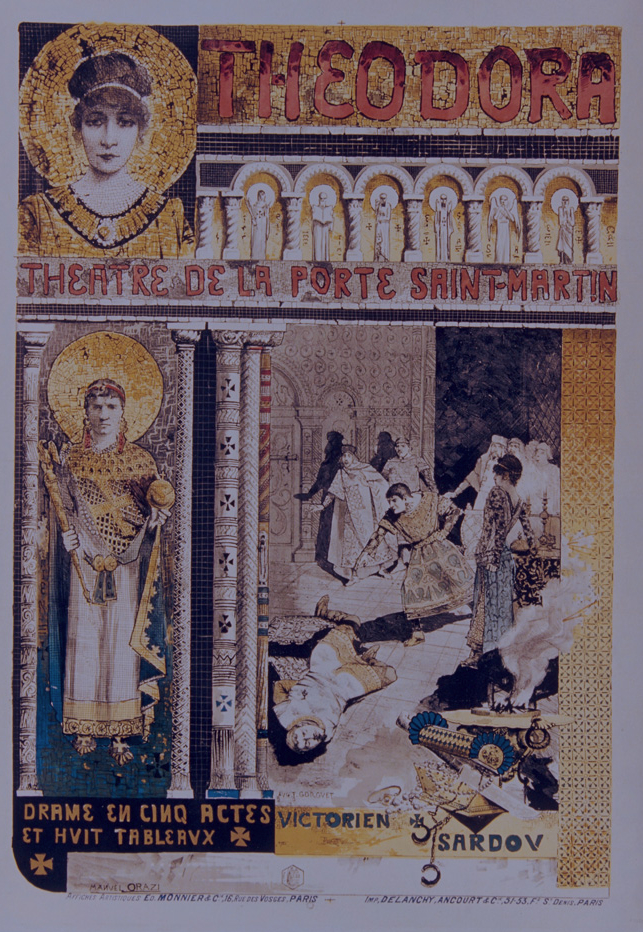
Théâtre de la Porte Saint-Martin (Manifesto per Théodora) di Manuel Orazi e Auguste Gorguet - Stampata da Delanchy, Parigi
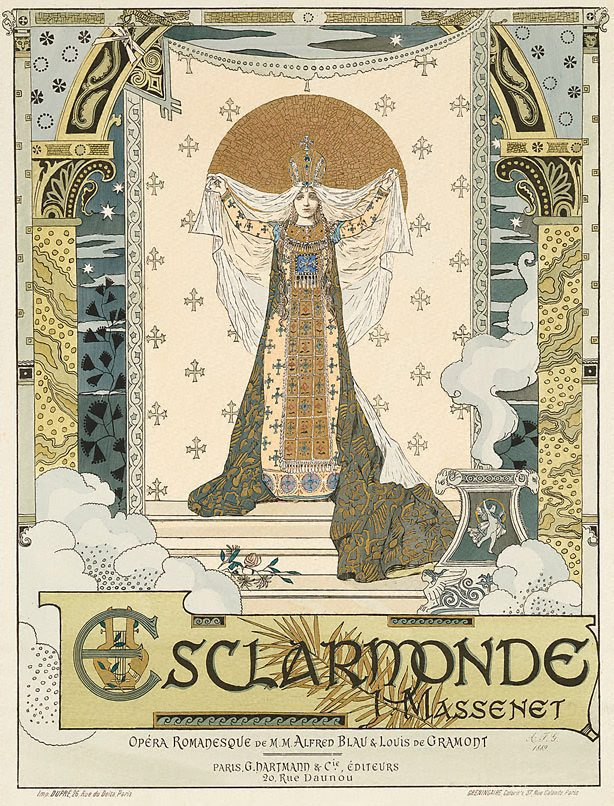
Esclarmonde - 1889